# Mitznefet

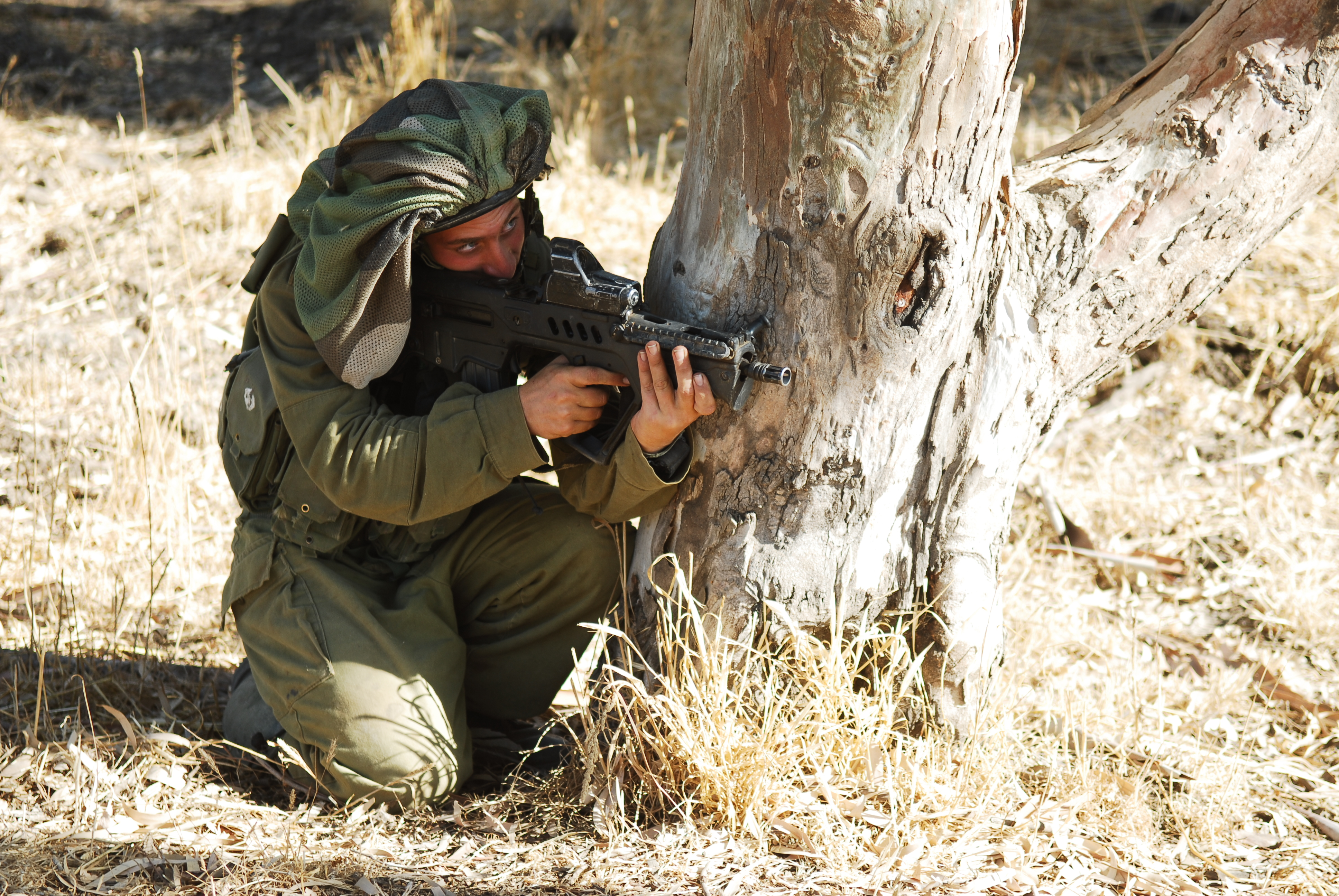
Israelische militair met mitznefet helmovertrek

Een Mitznefet (Hebreeuws: מִצְנֶפֶת) is een type helmovertrek dat gebruikt wordt door militairen van de Israëlisch defensieleger (IDF). Het is een grote slappe overtrek, aanzienlijk groter dan de helm, en lijkt daardoor wel wat op een koksmuts (slap model) of douchemuts. De slappe overtrek is bedoeld om de kenmerkende omtrek van een gehelmd hoofd te vervormen en om te voorkomen dat (zon)licht weerkaatst op de helm. Zo draagt de overtrek bij aan de camouflage van de drager. Bovendien beschut de wijde overtrek het hoofd en de nek van de drager tegen de zon, terwijl wind er doorheen kan waaien, wat verkoelt. De mitznefet kan in allerlei vormen getrokken worden. Ook kan hij zonder helm gedragen worden. Een nadeel is dat de wijde overtrekken gemakkelijk blijven haken aan takken, maar doordat ze niet erg vast zitten aan de helm levert dat geen gevaar op en kunnen ze eenvoudig teruggezet worden.
Naast de mitznefet worden ook ‘gewone’ helmnetten en –overtrekken gebruik bij de IDF.

## Geschiedenis

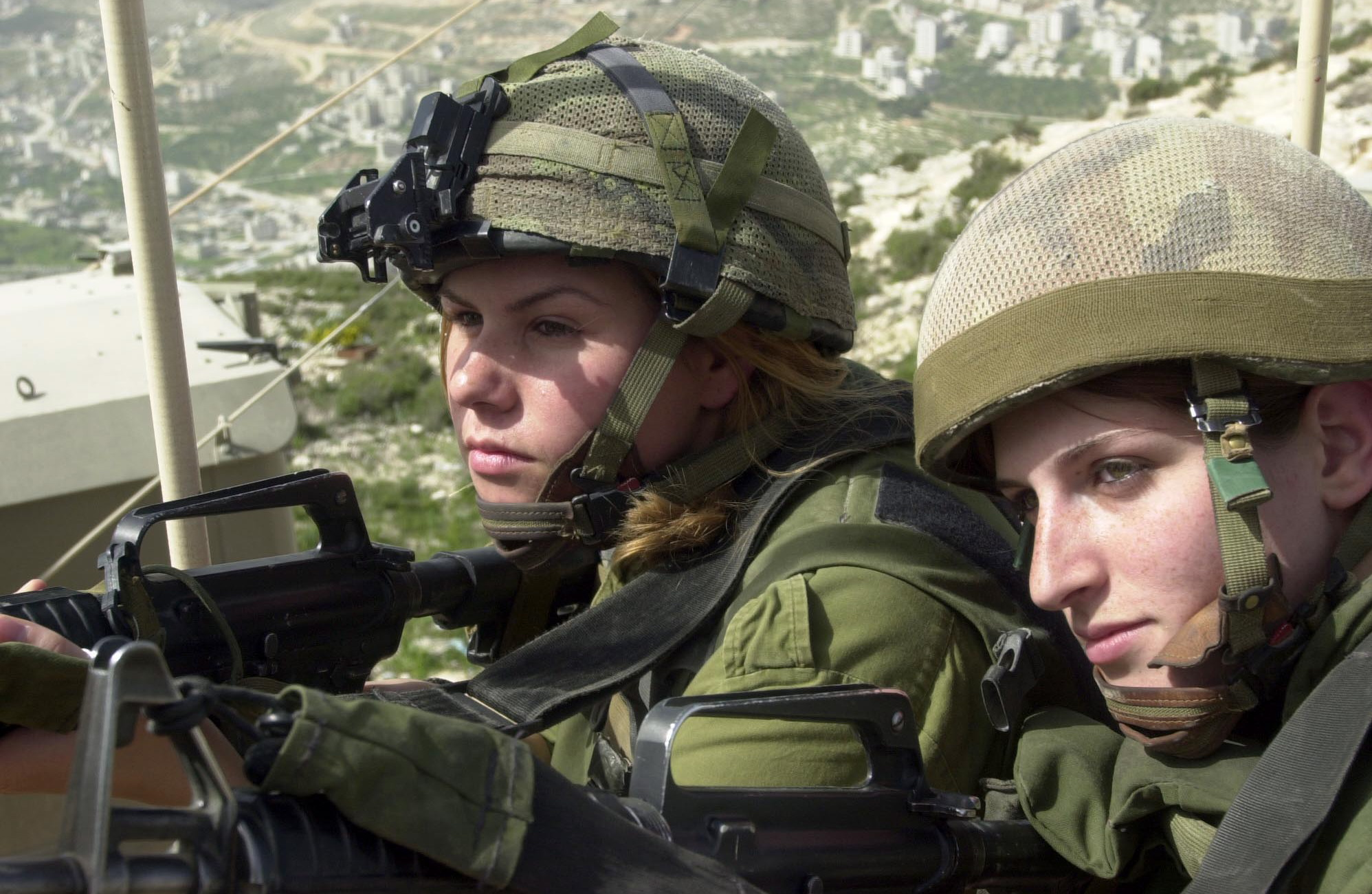
Israelische militairen met ‘gewone’ helmovertrekken

Toen de IDF nog de Amerikaanse M1-helmen en de vroege kevlarhelm OR201 gebruikte, werden daarop zoals in veel landen, effen groene helmnetten gebruikt, die op hun plaats werden gehouden met een elastische helmband. Halverwege de jaren ‘90 verschenen bij IDF infanterie-troepen in het bosrijke zuiden van Libanon de eerste van grote slappe overtrekken, die daaroverheen gedragen werden.

## Fabricage
Mitznefets worden gemaakt door uit één of meerdere stukken camouflagemateriaal, meestal net, een zak te vormen, waarvan de rand voorzien is van een elastische band.
IDF militairen maken meestal hun eigen mitznefet, waardoor er een grote verscheidenheid is aan modellen, gebruikte materialen, kleuren en camouflagepatronen is. Vaak worden ze gemaakt uit grotere camouflagenetten. Soms zijn ze gemaakt van net in camouflagekleuren, soms effen waar soms weer camouflagekleuren op geverfd worden. Ook verschilt de wijze waarop de mitznefet aan de helm bevestigd wordt.
Soms wordt tweezijdig camouflagemateriaal gebruikt, met één kant voor woestijn en één voor bosachtig terrein. De Mitznefet is gemakkelijk te verwijderen en kan in opgevouwen toestand aan de helm worden bevestigd.
Tegenwoordig worden mitznefets ook verkocht door commerciële bedrijven.

## Naam
In het bijbelboek Exodus wordt het wijde, bolle hoofddeksel met platte bovenkant van de Joodse hogepriesters (ca. 400 vc – 70 nc) ‘mitznefet’ genoemd. Als zodanig is het woord vertaald als "mijter" of "hoed". Sommige bijbelgeleerden menen dat het woord ‘mitznefet’ is afgeleid van een oud-Hebreeuws woord voor ‘omwikkelen‘ en dat "tulband" daarom een betere vertaling zou zijn.

## Gebruik in andere landen
- In 2015 experimenteerde het Oekraïense leger met de mitznefet.[1][2]
- Palestijnse militanten gebruiken soms mitznefets, waarschijnlijk om er meer uit te zien als IDF-militairen.[2]

## Afbeeldingen

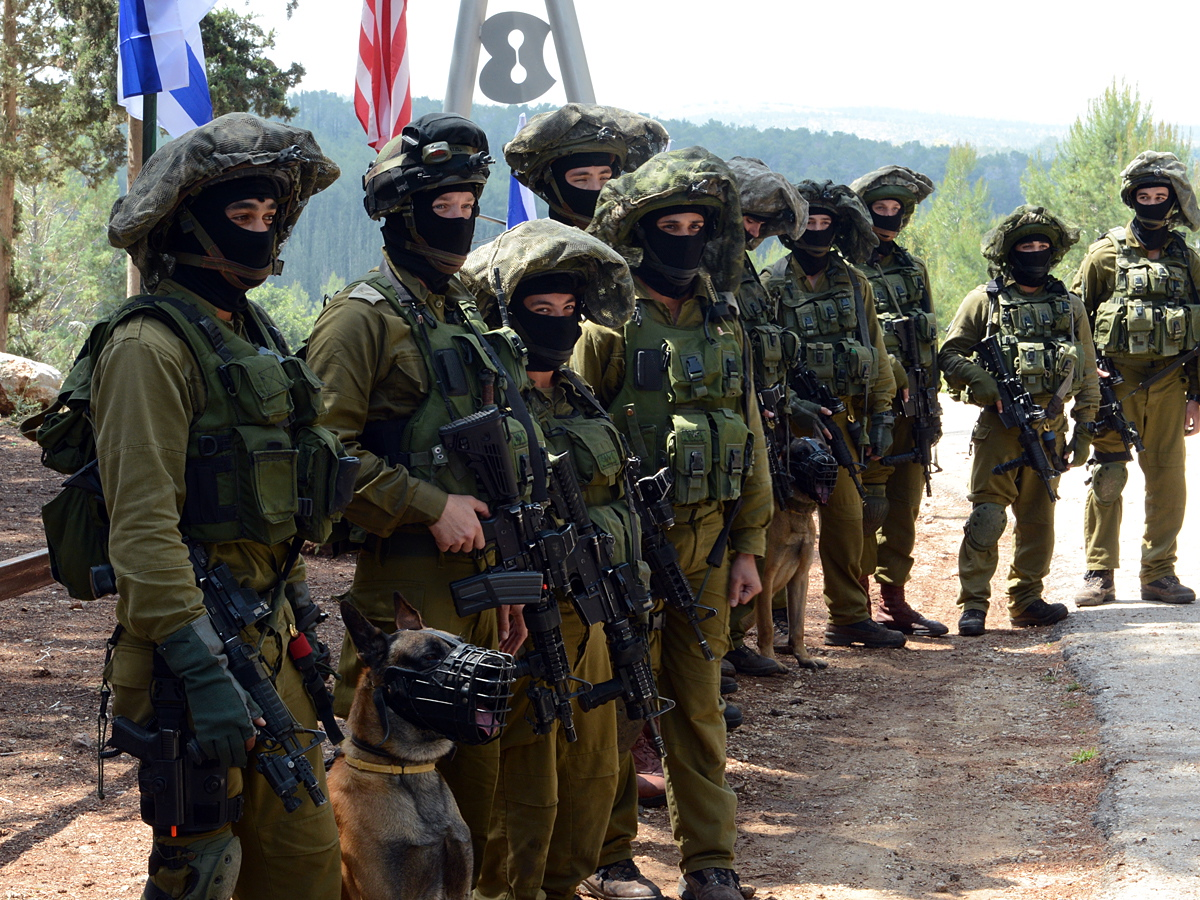
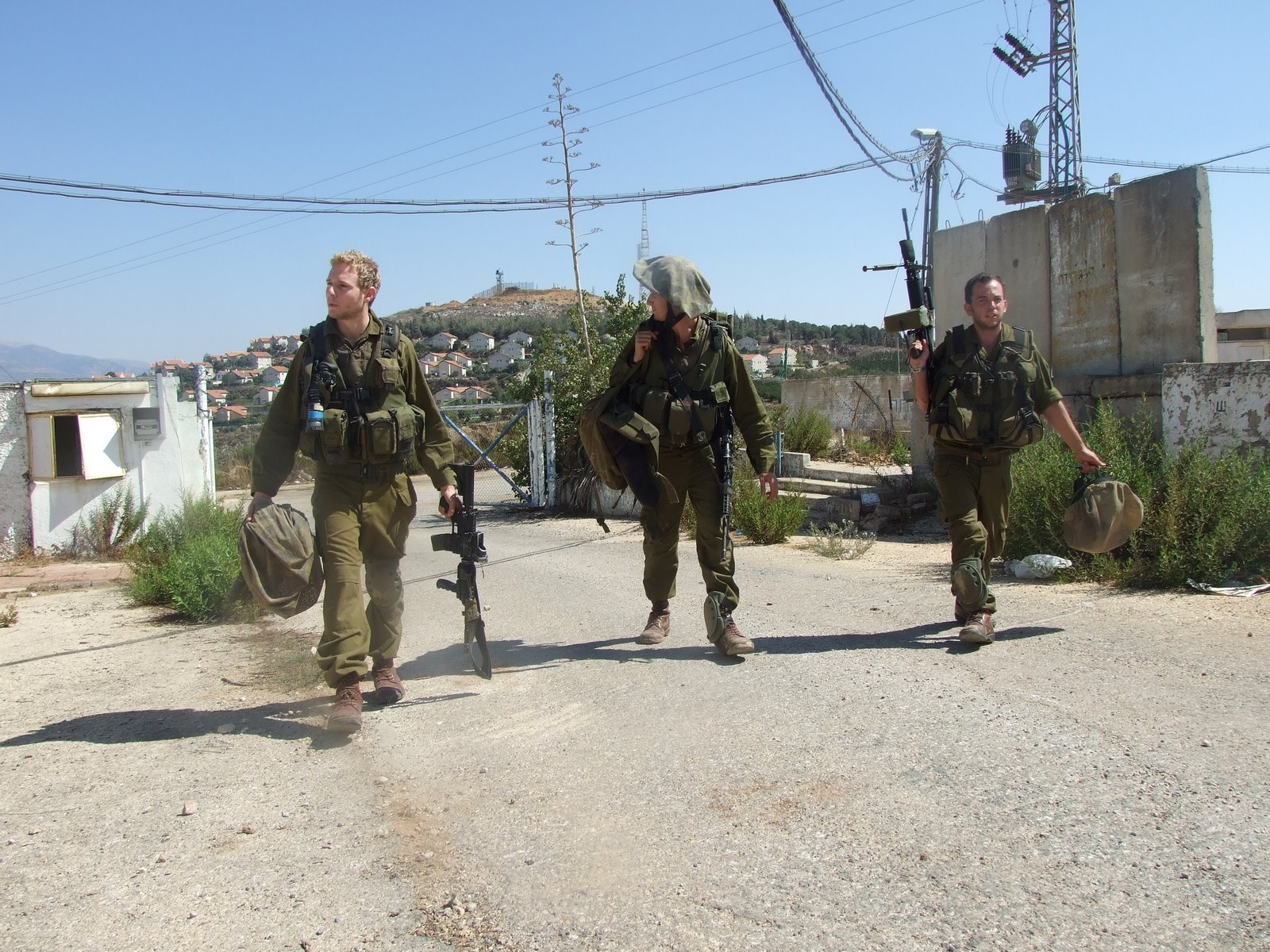
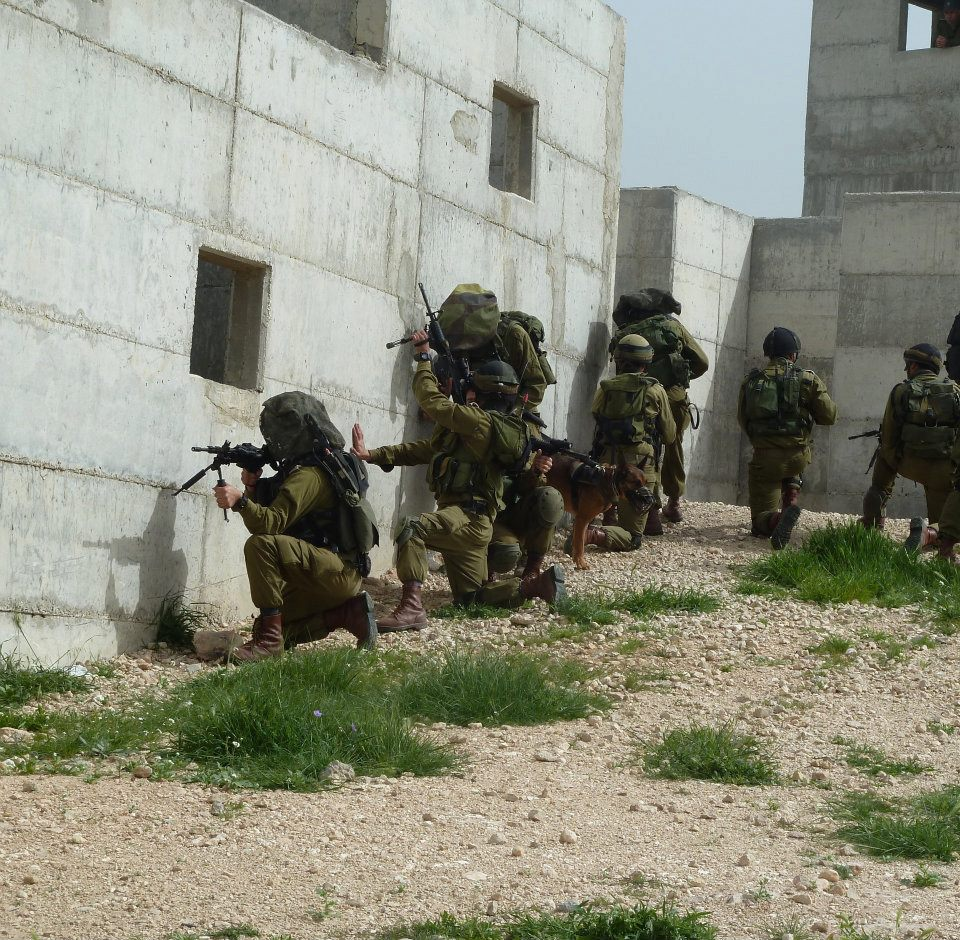
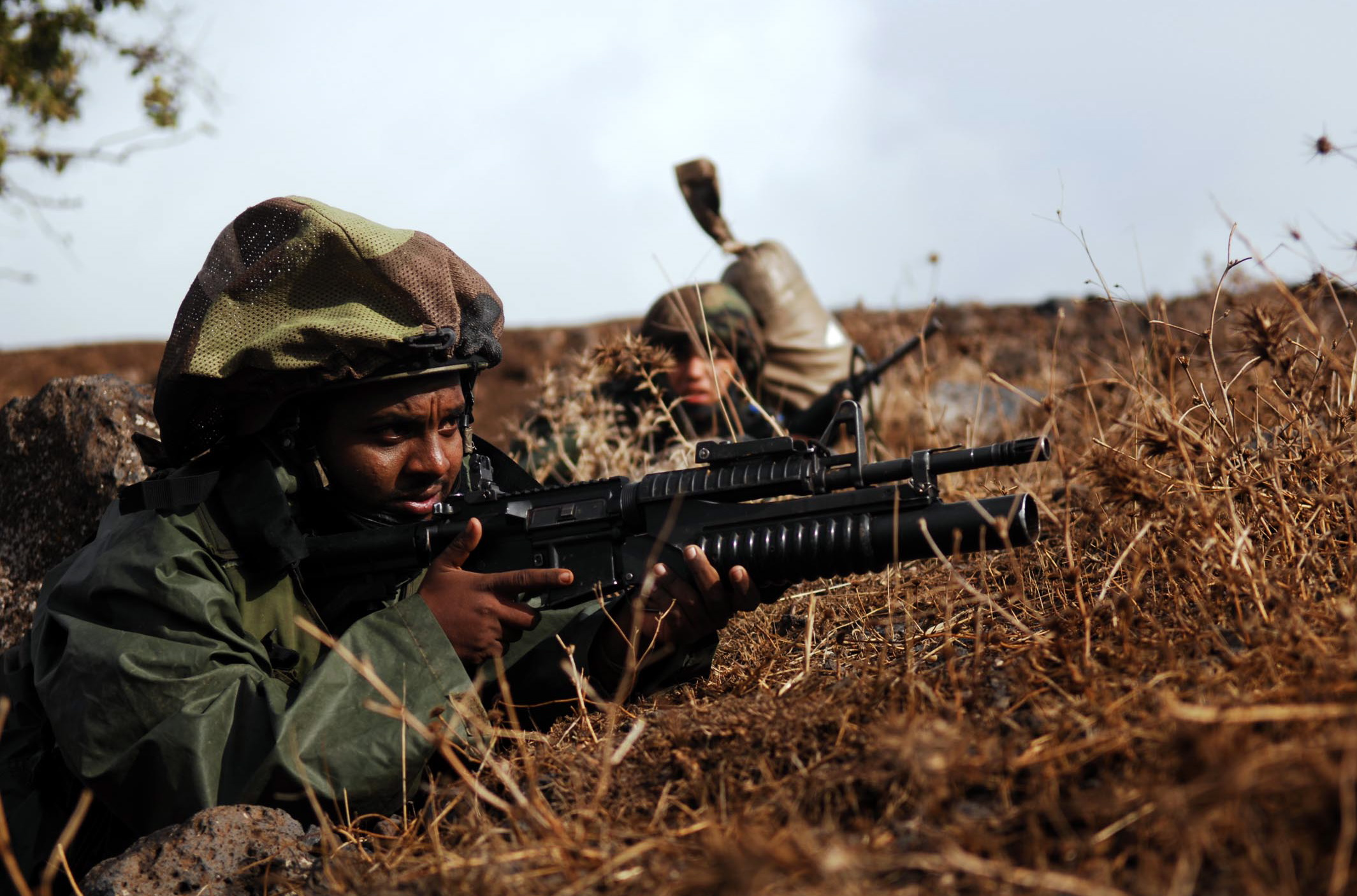
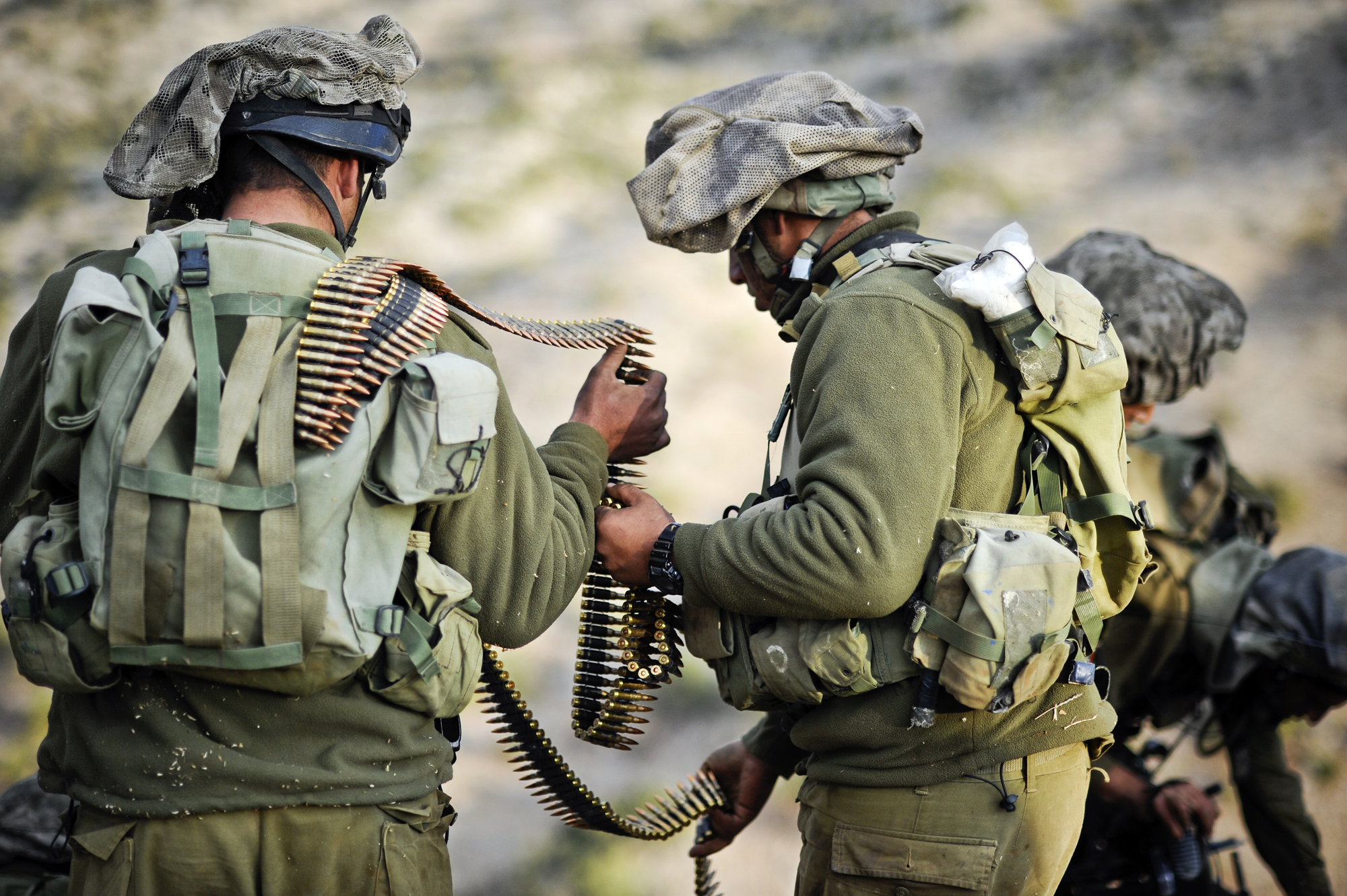
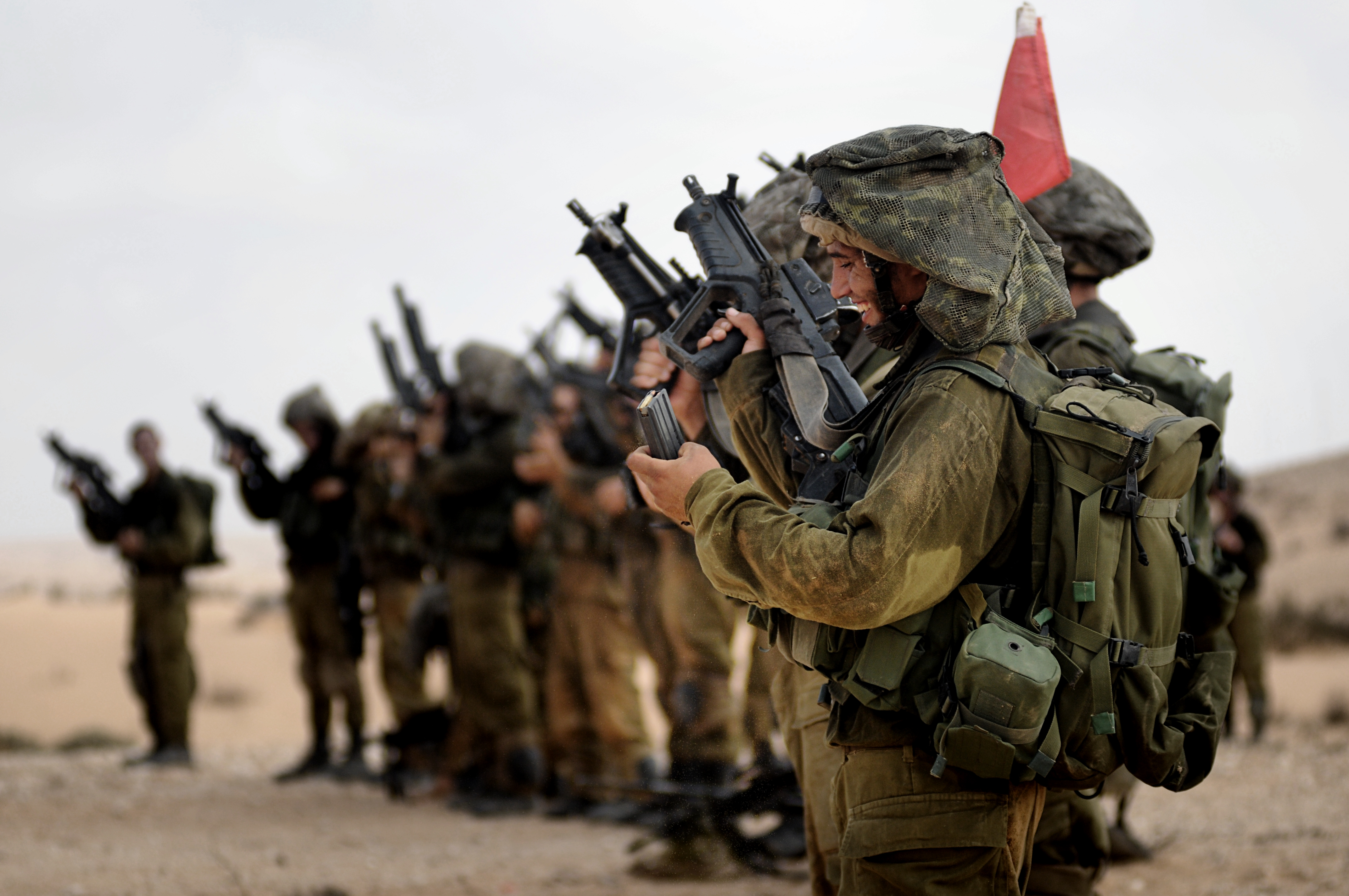
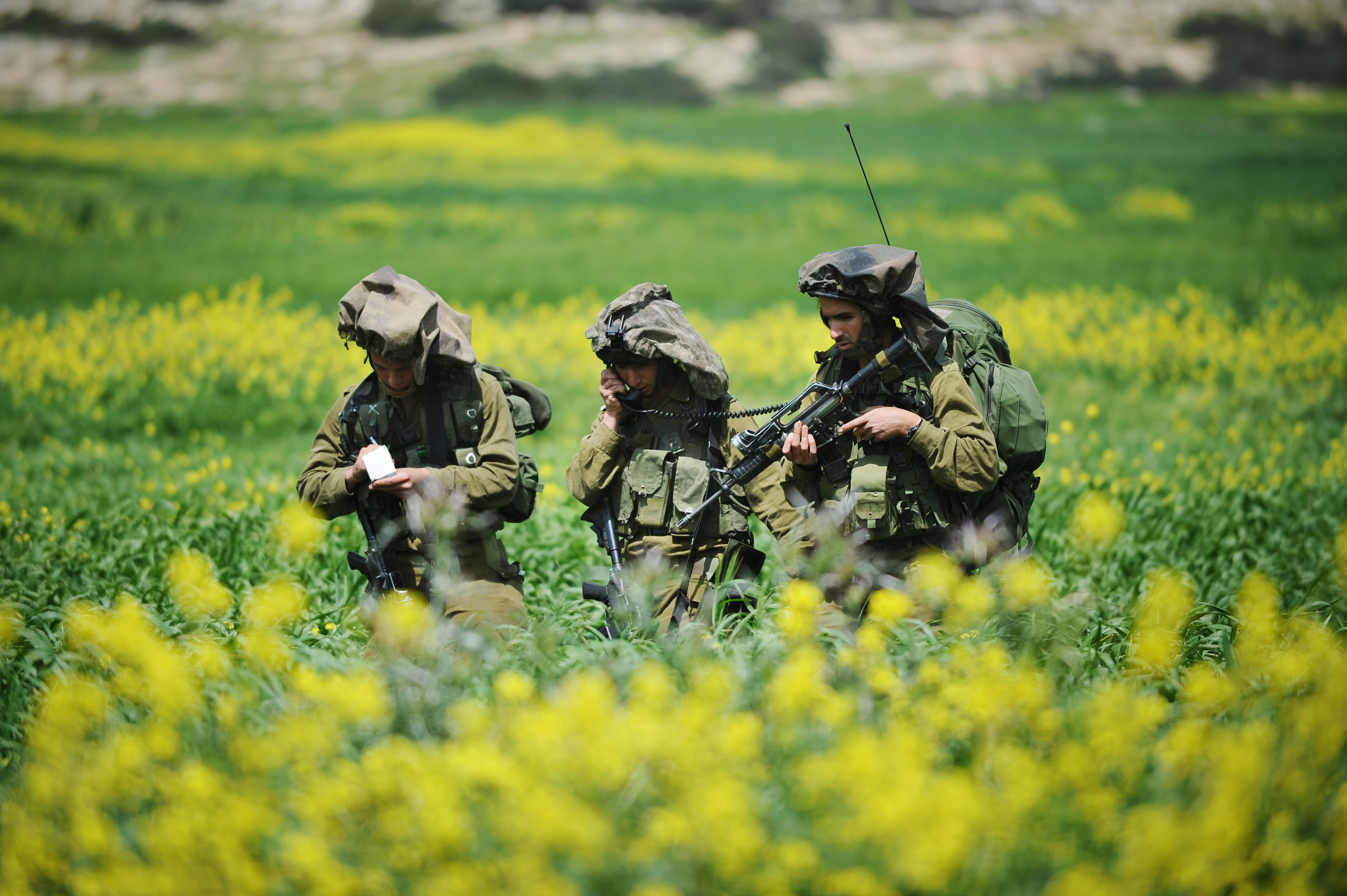
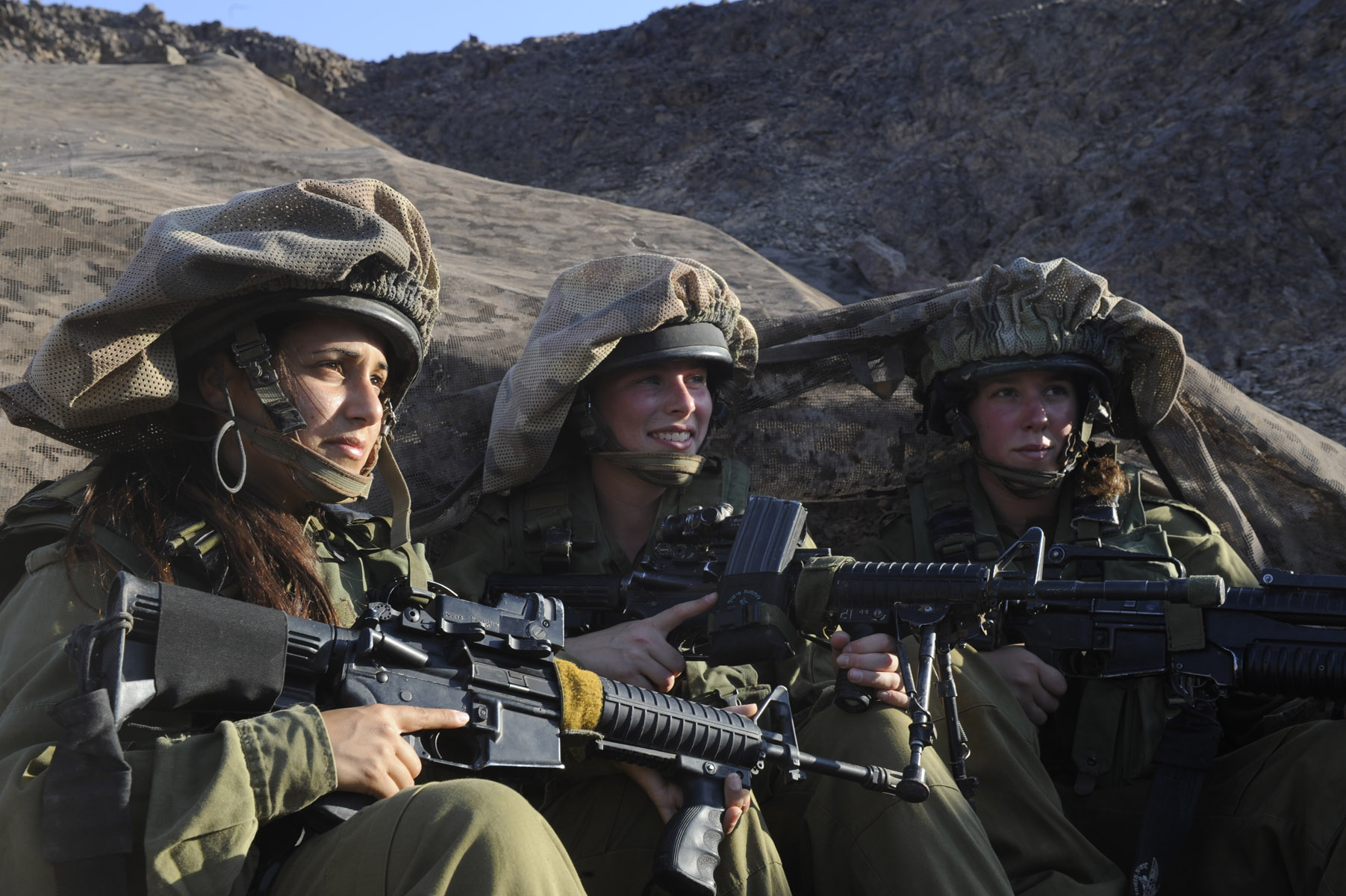
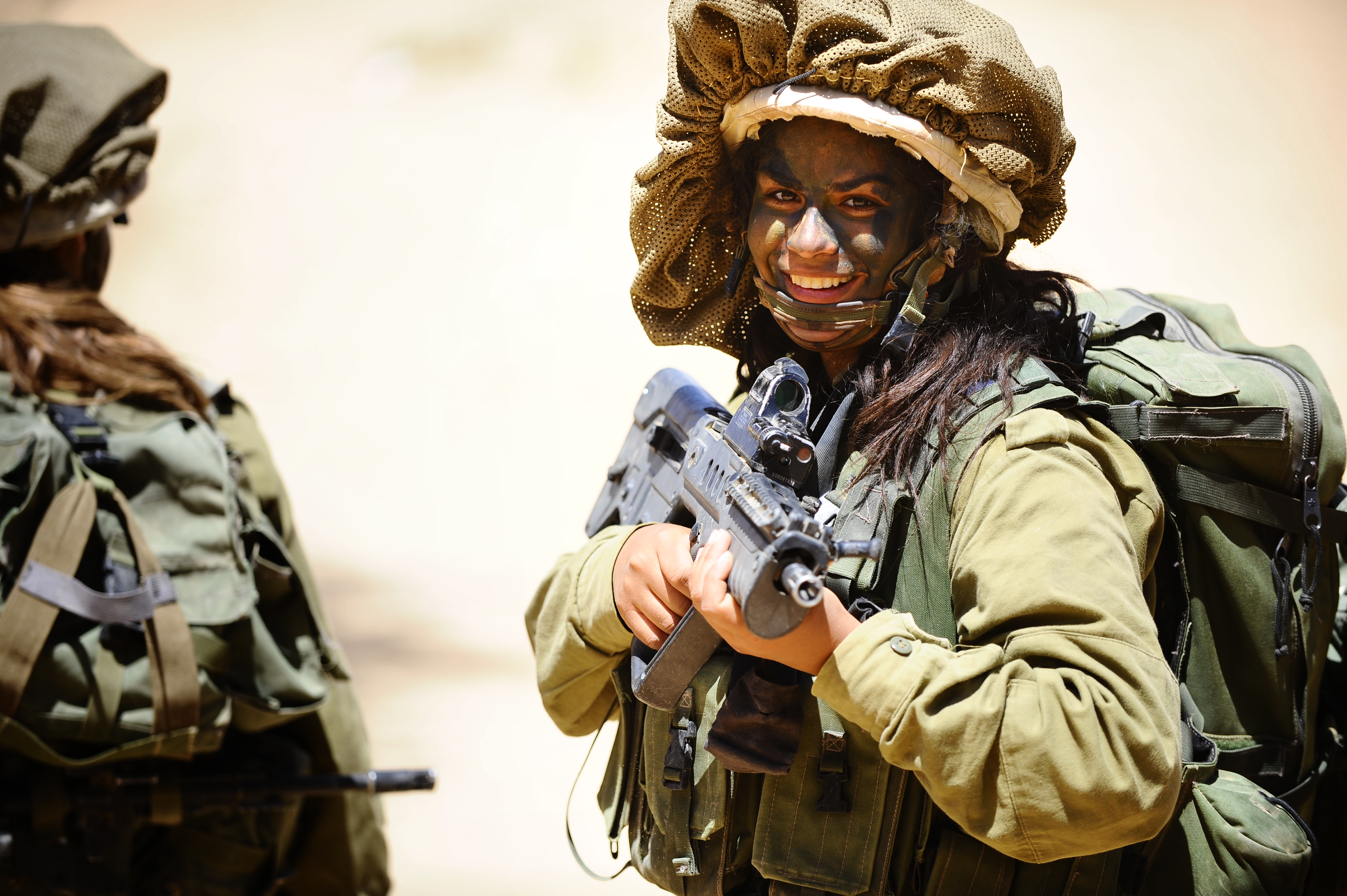
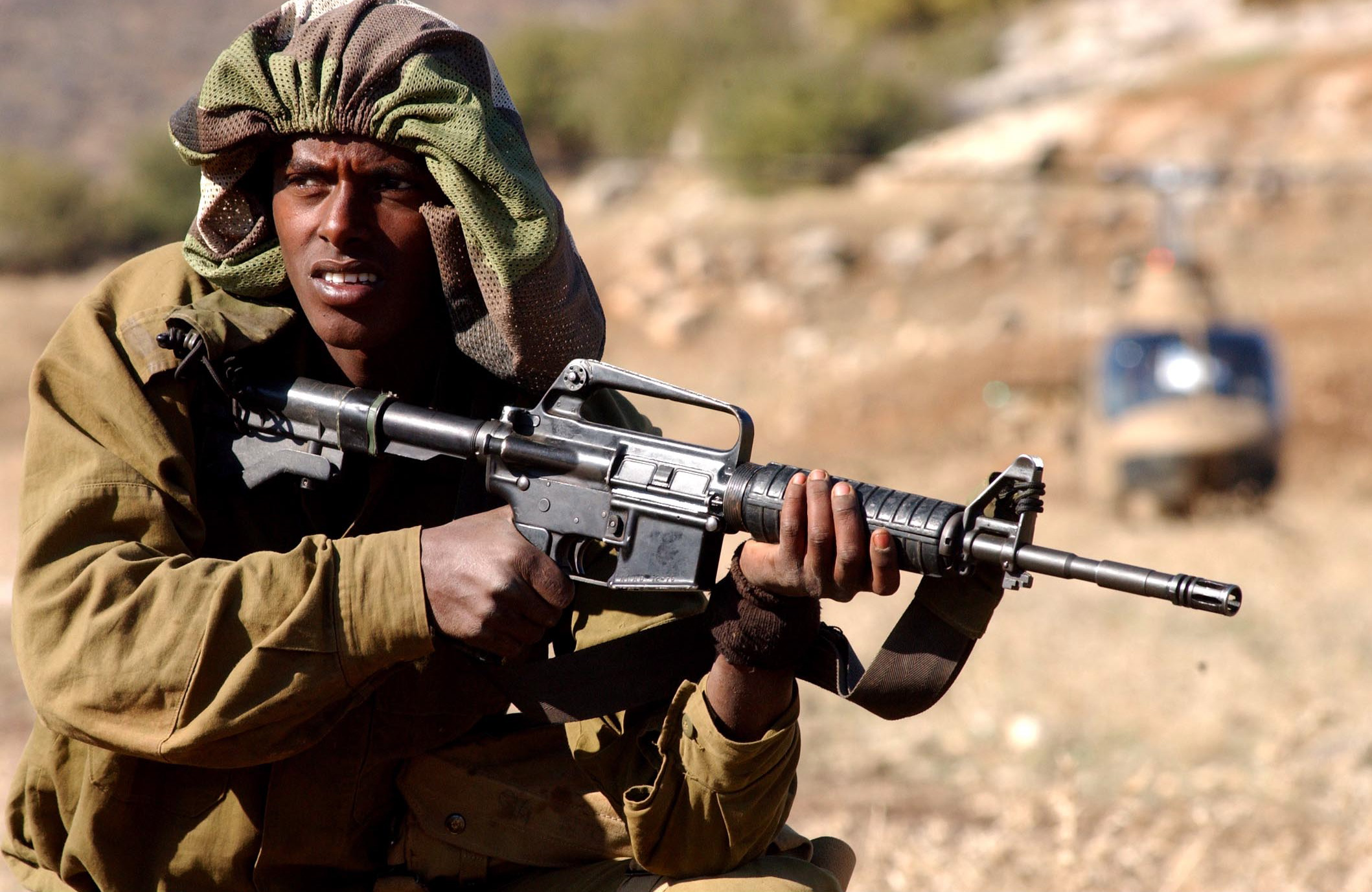
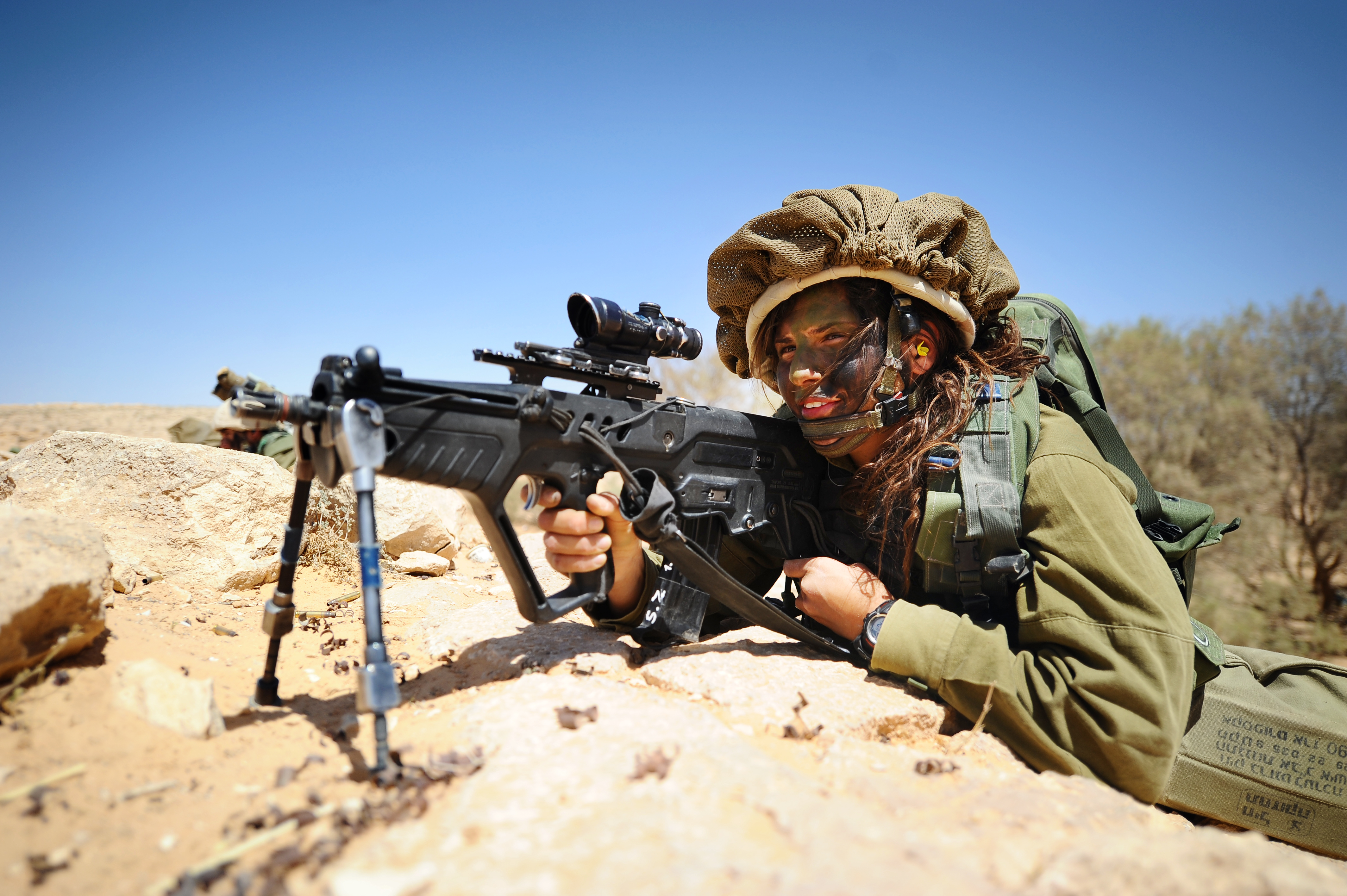